# Ligamentum interfoveolare
Das Ligamentum interfoveolare findet sich beim Menschen im Bereich der inneren Bauchwand. Es verstärkt die Fascia transversalis und verläuft weitgehend parallel, aber seitlich (lateral) des geraden Bauchmuskels. Kaudal ist es mit dem Ligamentum inguinale (Leistenband) und den Ligamentum lacunare verwachsen. In das Ligamentum interfoveolare strahlen Fasern der Aponeurose des queren Bauchmuskels ein. Es ist von unterschiedlicher Breite und Ausprägung.